# 薔薇とノンフィクション
「薔薇とノンフィクション」（ばらとノンフィクション）は、1988年7月21日に発売されたPSY・Sの8枚目シングル。

## 解説
アルバム『NON-FICTION』からの先行シングル。タイトル・トラックの「薔薇とノンフィクション」は後に、ベスト・アルバム『TWO HEARTS』に収録された。

## 収録曲
| 全作曲・編曲: 松浦雅也。 |                                                                     |                |            |
| #                        | タイトル                                                            | 作詞           | 作曲・編曲 |
| 1.                       | 「薔薇とノンフィクション」(NHK-TV「JUST POP UP」エンディングテーマ) | 松尾由紀夫     | 松浦雅也   |
| 2.                       | 「Silver Rain」                                                     | サエキけんぞう | 松浦雅也   |